# 宏峰太平洋
宏峰太平洋集團有限公司，簡稱宏峰太平洋集團，以及宏峰太平洋（英語：Powerwell Pacific Holdings Limited，港交所：8265），在1995年由廖天澤（董事會主席）、黃汶文和林志偉創立，名為「宏發（亞洲）有限公司」。
現時業務在國內、和全球經營產品設計，產品開發，原材與部件搜尋及品質檢定、生產及銷售鐘錶、人造珠寶及陳列包裝。招股價為1.1-0.8港元之間，發行新股為4200萬股，而集資額為4620萬港元，股份則在2011年1月26日於港交所創業板上市。

## 外部連結
- Powerwell.hk